# Trofeo Melinda 2002
Il Trofeo Melinda 2002, undicesima edizione della corsa, si svolse il 29 agosto 2002 su un percorso di 194 km, con partenza da Malé e arrivo a Fondo. La vittoria fu appannaggio dello svizzero Laurent Dufaux, che completò il percorso in 4h55'58", alla media di 39,329 km/h, precedendo gli italiani Francesco Casagrande e Davide Rebellin.

## Ordine d'arrivo (Top 10)
| Pos. | Corridore            | Squadra             | Tempo    |
| ---- | -------------------- | ------------------- | -------- |
| 1    | Laurent Dufaux       | Alessio             | 4h55'58" |
| 2    | Francesco Casagrande | Fassa Bortolo       | s.t.     |
| 3    | Davide Rebellin      | Gerolsteiner        | s.t.     |
| 4    | Daniele Nardello     | Mapei-Quick Step    | a 0'12"  |
| 5    | Franco Pellizotti    | Alessio             | a 0'23"  |
| 6    | Matteo Tosatto       | Fassa Bortolo       | a 1'14"  |
| 7    | Gianni Faresin       | Gerolsteiner        | a 1'16"  |
| 8    | Massimo Giunti       | Acqua & Sapone      | a 1'21"  |
| 9    | Gianluca Bortolami   | Tacconi Sport       | a 2'01"  |
| 10   | Gilberto Simoni      | Saeco-Longoni Sport | s.t.     |